# Ahmed Mohamed Salama
Ahmed Mohamed Salama es un deportista egipcio que compitió en tenis de mesa adaptado. Ganó una medalla de bronce en los Juegos Paralímpicos de Arnhem 1980 en la prueba individual (clase C1).

## Palmarés internacional
| Juegos Paralímpicos | Juegos Paralímpicos   | Juegos Paralímpicos | Juegos Paralímpicos |
| Año                 | Lugar                 | Medalla             | Prueba              |
| ------------------- | --------------------- | ------------------- | ------------------- |
| 1980                | Arnhem (Países Bajos) | Medalla de bronce   | Individual C1       |